# پاوئو پاولیکوفسکی
پاوئو الکساندر پاولیکوفسکی (لهستانی: Paweł Aleksander Pawlikowski؛ ‏ تلفظ لهستانی: [ˈpavɛw alɛˈksandɛr pavliˈkɔfskʲi]؛ زادهٔ ۱۵ سپتامبر ۱۹۵۷) کارگردان و فیلم‌نامه‌نویس اهل لهستان است. وی دانش‌آموختهٔ رشتهٔ ادبیات و فلسفه در دانشگاه آکسفورد است و مادرش نیز استاد رشتهٔ زبان انگلیسی در دانشگاه ورشو بود.
فیلم ایدا به کارگردانی او، در هشتاد و هفتمین دوره جوایز اسکار، برندهٔ جایزه اسکار بهترین فیلم بین‌المللی شد. همچنین فیلم تابستان عشقی من، برندهٔ «جایزهٔ بفتا» و چندین جایزهٔ اروپایی دیگر از جمله جایزه بهترین کارگردان جشنواره کن و جایزه بهترین فیلم اروپایی از نگاه تماشاگران شده‌است.

## گزیدهٔ فیلم‌شناسی
- آخرین چاره (۲۰۰۰)
- تابستان عشقی من (۲۰۰۴)
- زنی در طبقه پنجم (۲۰۱۱)
- ایدا (۲۰۱۳)
- جنگ سرد (۲۰۱۸)